# Teloschistes chrysophthalmus
Espèce
Teloschistes chrysophthalmus est une espèce de lichen fruticuleux de la famille des Teloschistaceae. Cette espèce spectaculaire ne se développe que sur les arbres (surtout sur les Rosacées), en position ensoleillée, de préférence en bordure de mer. 

## Description
Cette espèce est facilement reconnaissable, il s'agit de lichens buissonants de teintes grises ou encore jaune clair à orange. Les lobes présentent de nombreuses fibrilles marginales. Les apothécies orange, qui sont très fréquentes, mesurent 2 à 7 mm, elles sont bordées de cils clairs. Ces apothécies valent à ce lichen le nom d' « Œil d’or ».

## Distribution
Au début du XXe siècle, cette espèce thermophile d’origine macaronésienne (Canaries, Madère) très sensible à la pollution de l’air était
relativement commune sur les côtes européennes jusqu’en Norvège. Elle est en déclin dans la partie nord de sa répartition européenne.